# Famille Leclercq
Cette page explique l’histoire ou répertorie les différents membres de la famille Leclercq.
Pour les articles homonymes, voir Leclercq.
La famille Leclercq est une famille originaire de Herve, ville francophone de Belgique située en Région wallonne dans la province de Liège.
La première mention d'un membre de cette famille date de 1688 : Olivier Leclerq nommé le 13 nivôse an IX président du tribunal de Liège, puis le 6 brumaire an XII conseiller à la Cour suprême de justice de Bruxelles et enfin le 24 avril 1811, premier avocat général. À l'époque du royaume uni des Pays-Bas, il devint en 1826 membre de la Seconde Chambre des États généraux.
Parmi ses descendants, on compte plusieurs personnalités :
- Mathieu Leclercq (1796-1889), magistrat, procureur général près la Cour de cassation ;
- Louis Leclercq (1829-1883), juriste, conseiller provincial du Brabant, avocat à la Cour de cassation en Belgique ;
- baron Georges Leclercq (1858-1936), magistrat, obtient concession de noblesse le 12 mai 1931 et du titre de baron transmissible par ordre de primogéniture ;
- Raymond Leclercq (1914 - 1994) exploitant viticulteur conseiller à la chambre industrie et de commerce du loir et cher famille originaire du Brabant
- Jacques Leclercq (1893-1971), chanoine, professeur à l'Université catholique de Louvain, auteur d'ouvrages de théologie morale.

Plusieurs membres de cette famille ont été anoblis.

## Liens de filiation
- Mathieu Leclercq (1796-1889), magistrat, procureur général près la Cour de cassation. Il épouse Catherine Antoinette Joséphine Chefnay.
  - Alfred Leclercq (1827-1911), chirurgien. Il épouse Adélaïde Dick.
    - Mathieu Leclercq (1857-1928), lieutenant-général. Il épouse Jenny Colen.
      - Alfred baron Leclercq (1887-1974), colonel de cavalerie, obtient concession de noblesse le 1er août 1930 et du titre de baron transmissible par ordre de primogéniture le 4 novembre 1936.
        - Mathieu baron Leclercq (1922-2010) épouse Anne Bauchau
          - Olivier baron Leclercq (1957-2021), pilote d'aviation civile.
          - Thierry baron Leclercq (1959), journaliste.
            - 
              - Raymond Leclercq (1914-1994) Exploitant viticole Famille originaire du Brabant il épouse  : Mauricette Émilie Marcelle Gourdet

  - Louis Leclercq (1829-1883), juriste, conseiller provincial du Brabant, avocat à la Cour de cassation en Belgique. Il épouse Élisabeth Petithan.
    - baron Georges Leclercq (1858-1936), magistrat, obtient concession de noblesse le 12 mai 1931 et du titre de baron transmissible par ordre de primogéniture. Il épouse Pauline Van Volxem.
      - Louis baron Leclercq (1883-1945), diplomate.
      - Albert baron Leclercq (1887-1966), avocat, dernier de la deuxième branche

    - Paul Louis François Leclercq (1863-1944), procureur général près la Cour de cassation. Il épouse Marguerite Jehanne Clotilde Pauwels.
      - Jacques Leclercq (théologien) (1893-1971), chanoine, professeur à l'Université catholique de Louvain, auteur d'ouvrages de théologie morale.

## Principales personnalités
- Mathieu Leclercq :

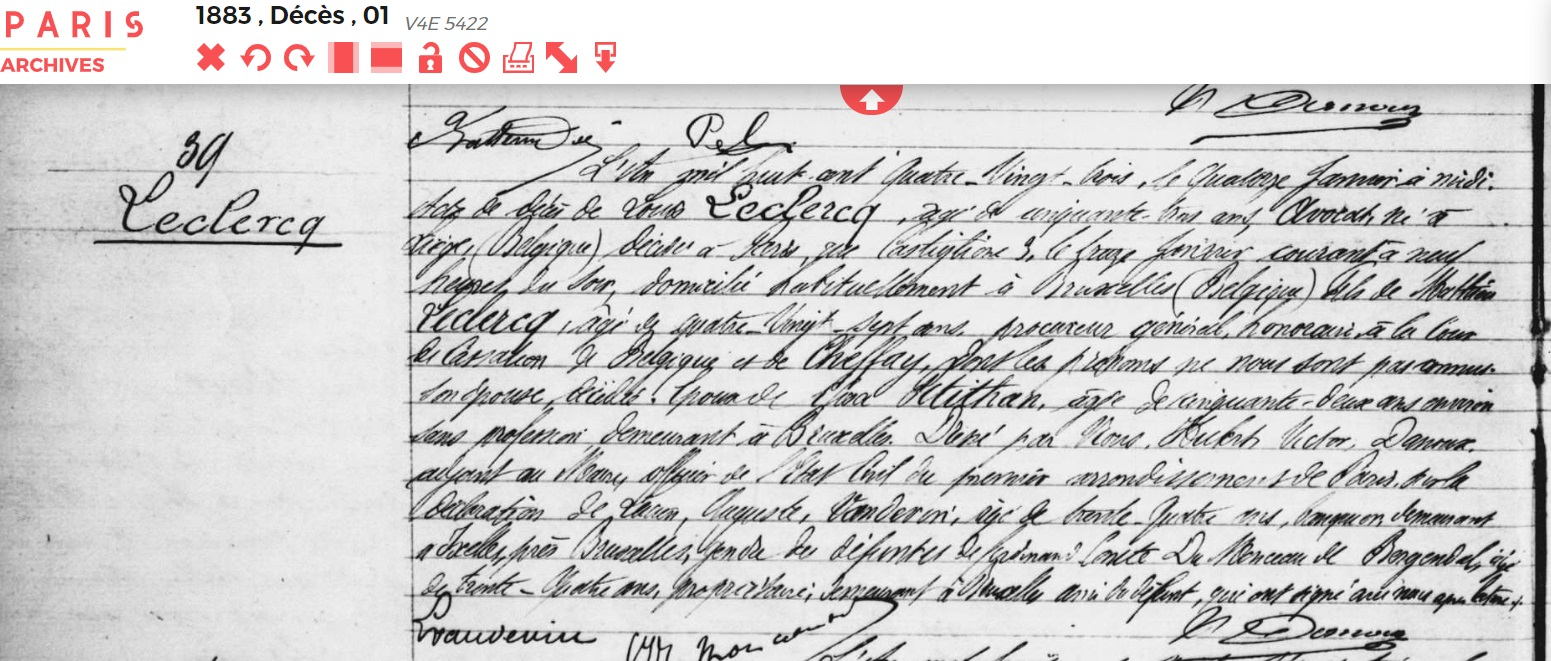
Acte de décès de Louis Leclercq.

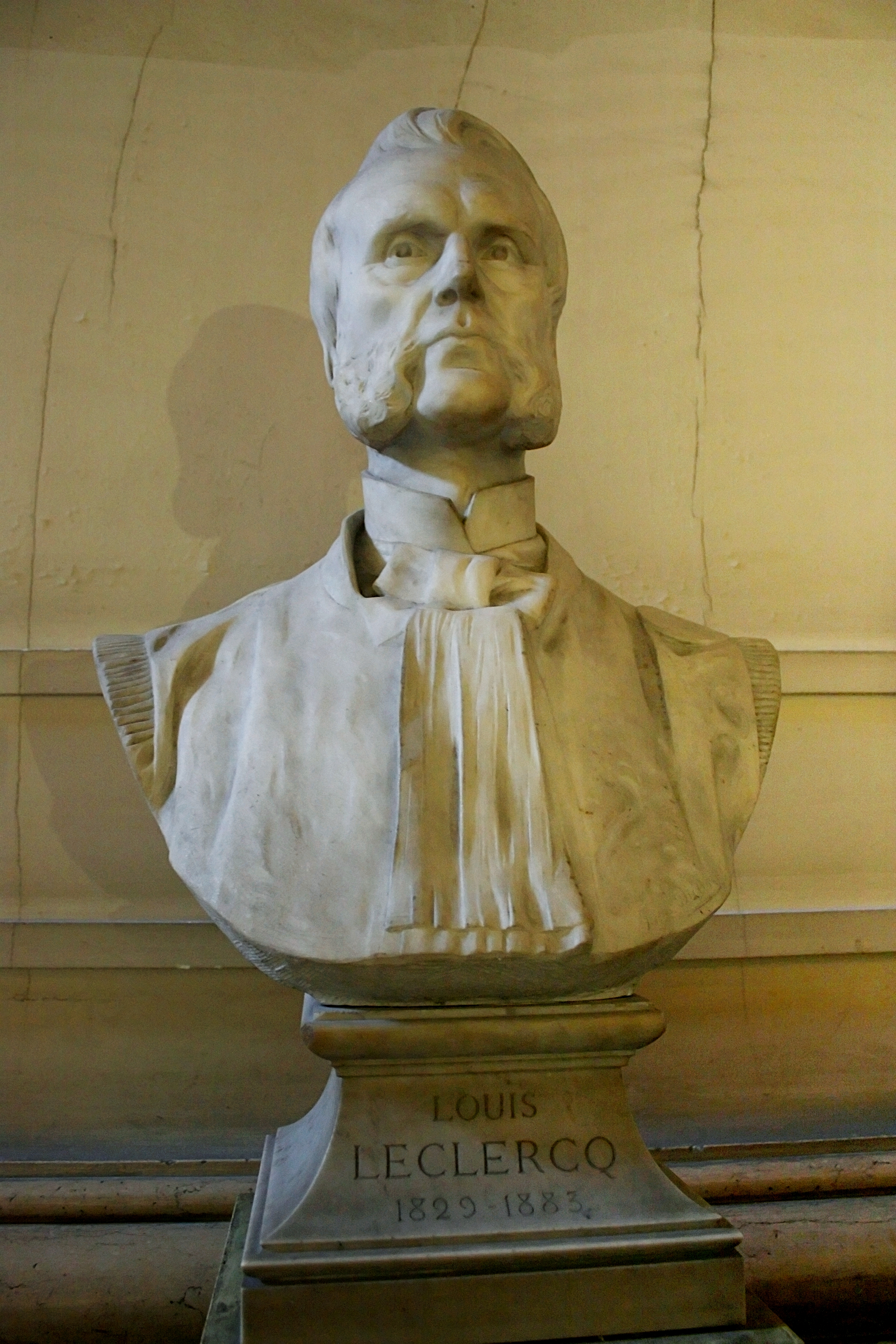
Buste de Louis Leclercq.

- Louis Leclercq, né à Liège le 16 août 1829 et mort à Paris le 13 janvier 1883, est un juriste, conseiller provincial du Brabant, et avocat à la Cour de cassation en Belgique[1]. Il est le fils de Mathieu Leclercq et le père de Georges et de Paul Leclercq[2]
Perfectionniste, ses plaidoiries sont réputées pour leur dialectique[3],[4].
Après avoir été le stagiaire de Hubert Dolez, Louis Leclercq est notamment le maître de stage de Henri La Fontaine[5] et de Victor Bonnevie, qui travaillera à ses côtés jusqu'à sa mort en 1880[6].
Louis Leclercq meurt « dans la fleur de l'âge, en pleine action au Barreau de la Cour de Cassation » le 13 janvier 1883[7]. Il laisse le souvenir d'un « jurisconsulte éminent… esprit modéré entre tous »[8].
Le buste de Louis Leclercq, œuvre de Paul Du Bois, orne une galerie du palais de justice de Bruxelles[9].
- Georges Leclercq :
- Jacques Leclercq :

## Héraldique
| Armoiries de la famille Leclercq | Armoiries de la famille Leclercq                                                                                               |
| -------------------------------- | --- |
|                                  | Blasonnement : « d'argent au lion de gueules, couronné d'or, au franc-canton senestre de sable, chargé d'un compas d'argent. » |